# Мавпа (фільм, 2025)
«Мавпа» (англ. The Monkey) — американський надприродний фільм жахів, написаний та знятий Осгудом Перкінсом. У головних ролях Тео Джеймс, Тетяна Маслані, Елайджа Вуд, Крістіан Конвері і Сара Леві. Заснований на одноіменному оповіданні Стівена Кінга 1980 року.

## Синопсис
Натрапивши на старовинну іграшкову мавпочку свого батька на горищі, брати-близнюки Гел і Білл стають свідками низки жахливих смертей, що розгортаються навколо них. Намагаючись позбутися привидів, брати вирішують викинути мавпочку і з часом розходяться різними шляхами. Однак, коли незрозумілі смерті повторюються знову, брати змушені примиритися і розпочинають місію, щоб назавжди позбутися проклятої іграшки.

## Акторський склад
- Тео Джеймс — близнюки Білл і Гел Шелбурни
  - Крістіан Конвері — Білл і Гел у дитинстві
- Тетяна Маслані — Лоїс, мати Гела та Білла
- Елайджа Вуд — Тед Геммерман
- Роан Кемпбелл — Рікі
- Адам Скотт — капітан Петі Шелбурн
- Сара Леві — Іда, тітка Гела та Білла
- Оз Перкінс — Чіп, дядько Гела та Білла

## Виробництво
Напередодні Каннський кіноринок 2023 року, фінансова компанія Black Bear Pictures оголосила, що екранізація оповідання Стівена Кінга «Мавпа» перебуває на стадії розробки та виставлена на продаж дистриб'юторам. Осгуд Перкінс був найнятий сценаристом і режисером, а продюсером виступив Джеймс Ван під брендом власної компанії Atomic Monster. Раніше проект розроблявся в Searchlight Pictures. На головну роль затвердили Тео Джеймса. У березні 2024 року стало відомо, що до акторського складу приєдналися Тетяна Маслані, Елайджа Вуд, Крістіан Конвері, Колін О'Браєн, Рохан Кемпбелл і Сара Леві.

### Зйомки
Зйомки розпочалися у Ванкувері 5 лютого 2024 року та завершилися 22 березня 2024 року.

## Випуск
У травні 2024 року Neon переміг у боротьбі між кількома американськими дистриб'юторами на кіноринку Marché du Film і призначив дату прокату в кінотеатрах на 2025 рік. Фільм вийшов у прокат у США 21 лютого 2025 року.